# Oleksandr Semenovyč Zelens'kyj
Oleksandr Semenovyč Zelens'kyj (in ucraino Олександр Семенович Зеленський?; Kryvyj Rih, 23 dicembre 1947) è un ingegnere ucraino, padre del presidente Volodymyr Zelens'kyj.

## Biografia
È nato il 23 dicembre 1947 a Kryvyj Rih. Nel 1972 si è laureato con lode presso la Facoltà di ingegneria elettrica dell'istituto minerario di Kryvyj Rih.
Nel 1983 ha difeso la sua tesi di laurea su "Calcolo automatizzato delle riserve di giacimenti di minerale di ferro nella cava ACS " nel consiglio scientifico specializzato dell'Istituto minerario di Mosca nella specialità "Rilievo".
Nel 2003 ha difeso la sua tesi di dottorato su "Basi metodologiche per il rilevamento della pianificazione del software e della produzione contabile nella cava di minerale dei sistemi informativi di gestione" presso il Consiglio accademico specializzato dell'Università mineraria nazionale nella specializzazione "Il mio rilevamento".
| Controllo di autorità | VIAF (EN) 9305164661902203390005 · ORCID (EN) 0000-0001-8780-587X · GND (DE) 1252593171 |